# Line Bjørnsen
Line Bjørnsen (født 7. Marts 1992 i Norge) er en norsk tidligere håndboldspiller som spillerde for København Håndbold. Hun har tidligere optrådt for Glassverket IF i hjemlandet.
Hun er lillesøster til den norske herrelandsholds højre fløj Kristian Bjørnsen.